# Brioche à la crème
Une brioche à la crème est un petit pain fourré à la crème, généralement de la crème fouettée.

## Variantes
Des variantes de brioches à la crème existent dans le monde entier. Généralement, elles sont faites à partir d'un petit pain à pâte enrichie qui est fendu après la cuisson et le refroidissement et rempli de crème. Parmi les nombreuses variantes internationales, on trouve les splits du Devon et des Cornouailles du sud-ouest de l'Angleterre, qui sont des petits pains à la levure fourrés de crème fraîche, et les maritozzi de la région du Latium de l'Italie, qui sont des petits pains enrichis, préparés avec des fruits secs et fourrés de crème fouettée.
En Europe, on trouve le semla (de Suède), brioche à la crème faite de blé et de cardamome.
Une autre version nationale spécifique est le petit pain roulé hongkongais. C'est l'une des pâtisseries les plus courantes à Hong Kong. On peut également la trouver dans la plupart des boulangeries du quartier chinois. Le petit pain est fourré de crème au beurre ou de crème fouettée au milieu et saupoudré de noix de coco à l'extérieur. Parmi les variantes de ce gâteau, on trouve la « corne à la crème », une pâtisserie en forme de spirale, semblable à une corne, remplie de crème.
En Inde, les brioches à la crème sont vendues dans la plupart des boulangeries et des épiceries. Elles ont une forme elliptique large et sont coupées au milieu le long du grand axe. Chacune des surfaces plates de la brioche à l'intérieur est remplie de crème et assemblée.